# Sukiyaki

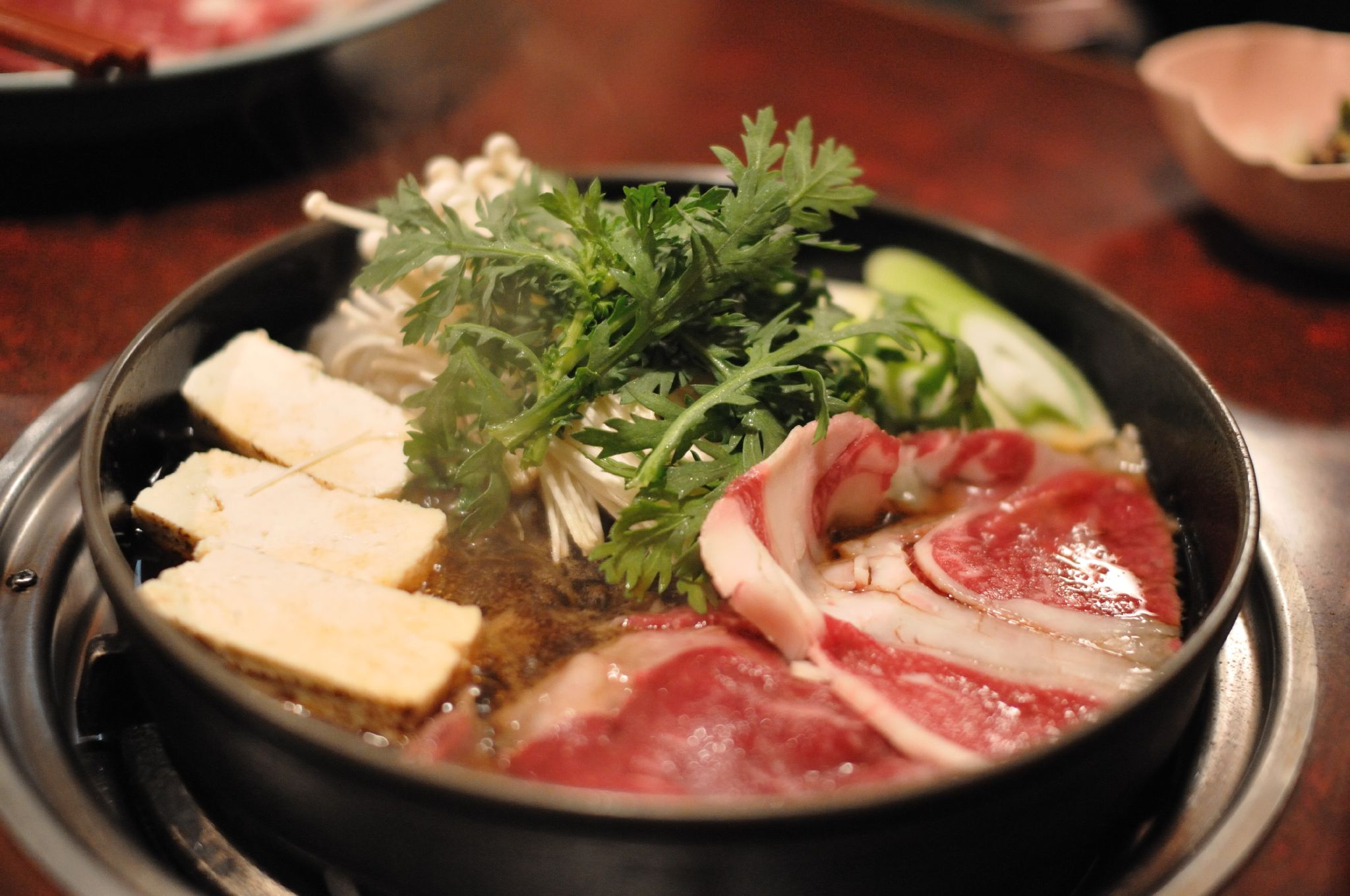
Sukiyaki

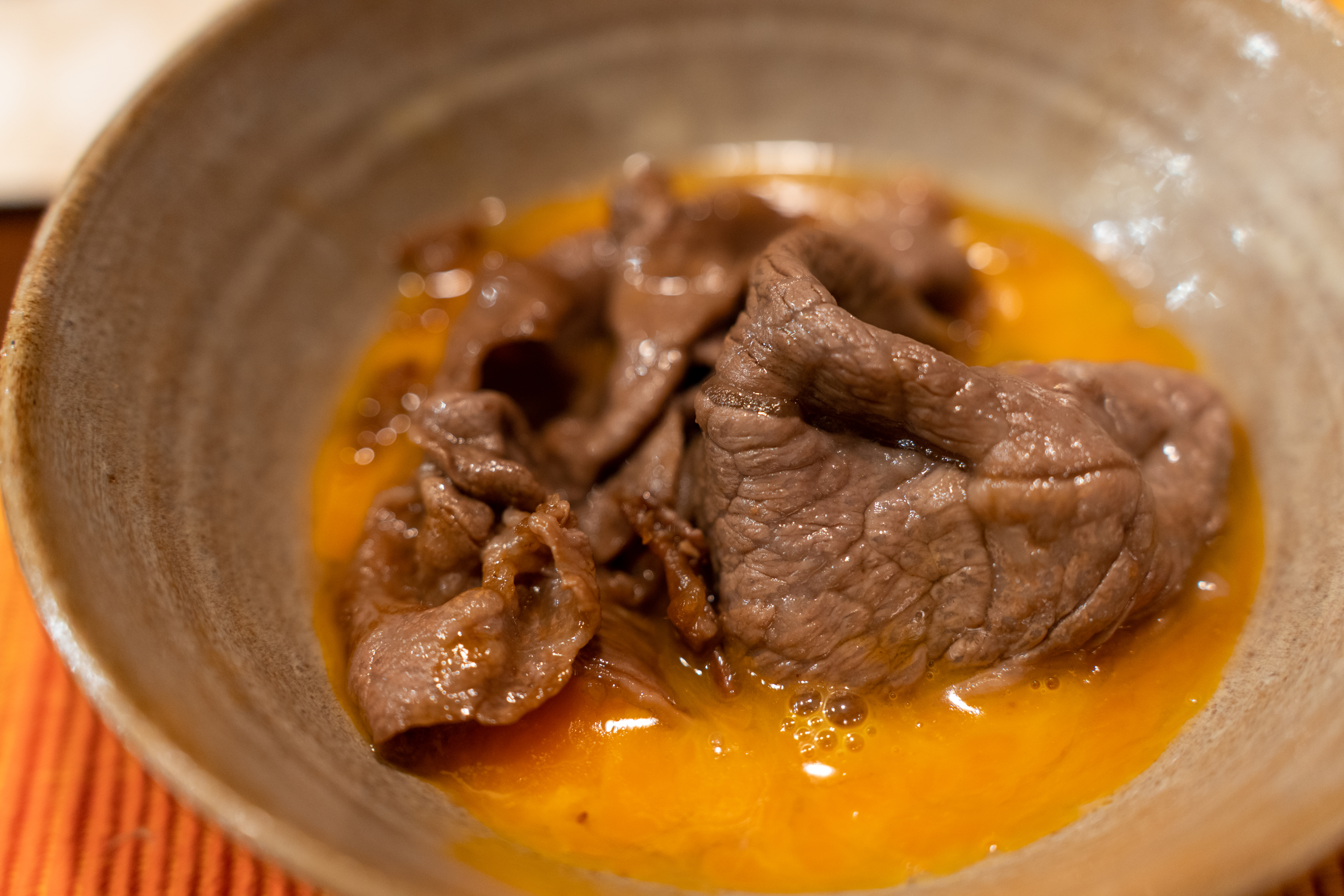
Sukiyaki äts ofta tillsammans med ett rått ägg i en skål vid sidan om.

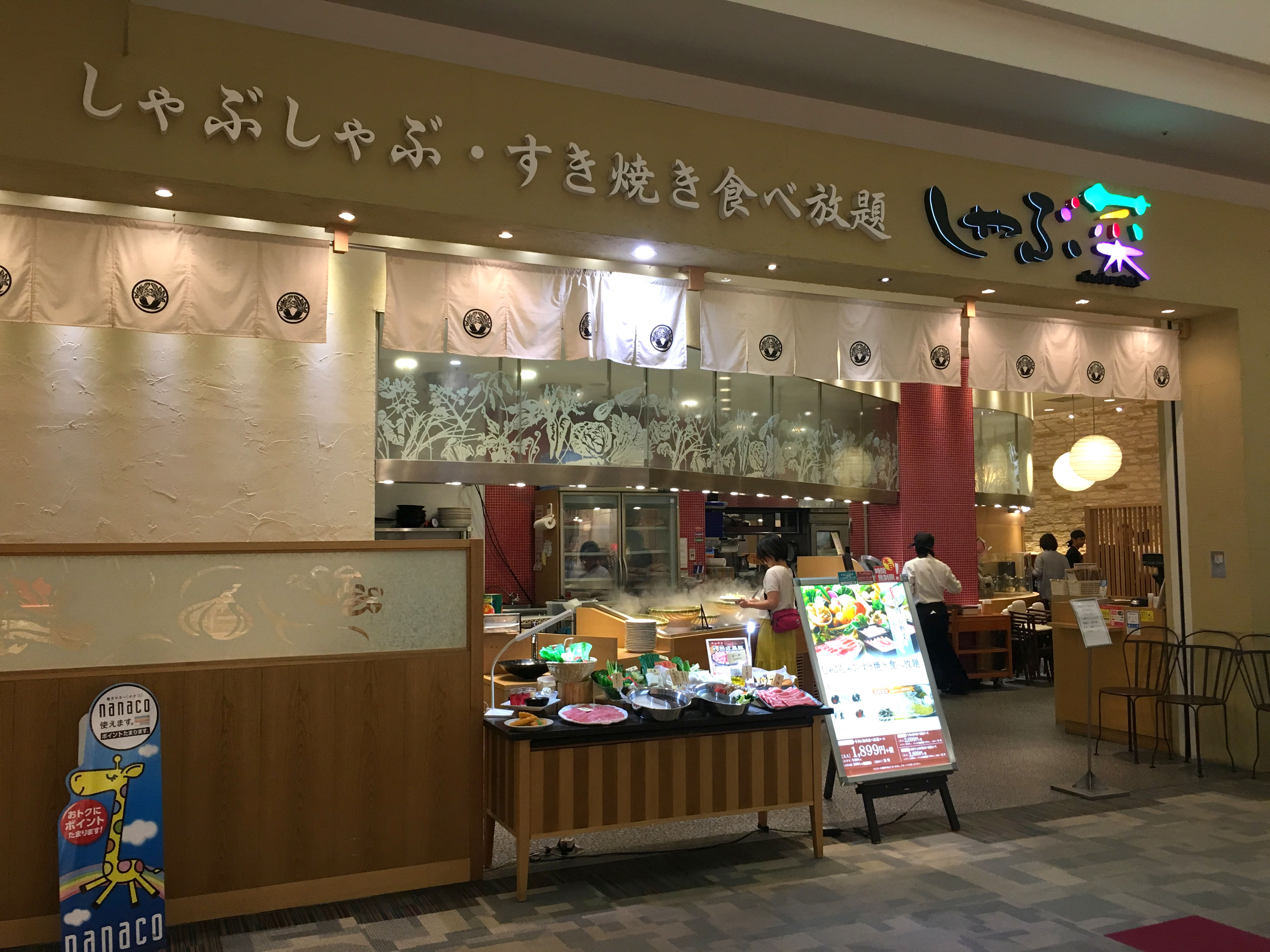

Sukiyaki (japanska: 鋤焼 eller vanligare すき焼き) är en japansk kött- och grönsaksrätt i nabemono-stil där hela rätten tillreds i en gryta. Den består av tunt skivad oxfilé tillsammans med olika ingredienser som tofu, ito konnyaku (nudlar), lök, piplök, kinakål och enoki. Generellt äts sukiyaki under vinterhalvårets kalla dagar och den är en vanligt förekommande maträtt på en japansk nyårsfest (bonenkai).
Ingredienserna får sakta sjuda i en låg järngryta tillsammans med en buljong på sojasås, socker och mirin. Rätten serveras ofta tillsammans med en liten skål med ett rått ägg och köttet och grönsakerna doppas i skålen innan de äts. Vanliga drycker som serveras till sukiyaki är grönt te och sake.
Ett vanligt förekommande skämt i japanska komedier är att det går att göra en hyfsad sukiyaki med en liten budget, speciellt om man är fattig.

## Variationer
Som andra nabemono-rätter har olika regioner i Japan sina egna speciella sätt att tillaga den på. I till exempel Kanto blandas först sojasås, socker och mirin medan det i Kansai är tradition att blanda dessa ingredienser vid bordet.
Sukiyaki eller bara "suki" är också en benämning på andra vanliga asiatiska maträtter. Namnet används för en rätt som avlägset påminner om japansk sukiyaki med tillbehör som risnudlar, fläskkött och "sukiyaki"-sås och till en rätt i fonduestil där matgästerna själva blandar olika typer av kött och grönsaker i en gryta på bordet (den japanska restaurangkedjan "MK" har specialiserat sig på denna typ av "suki").

## Historia
Nötboskap introducerades i Japan via Korea under 100-talet e.Kr. och användes först och främst som arbetsdjur i risfälten eftersom det var oförenligt med den buddhistiska tron att äta fyrfotade djur. Bara under krigstid gavs nötkött till soldater som föda för att de skulle bli starka inför en strid.
Soldaterna återvände med en aptit för nötkött och de stekte köttet utomhus på en plogbill över en kolbädd eftersom den äldre generationen ansåg att det var ett helgerån att tillaga köttet inomhus. Därav den ordagranna betydelsen av namnet sukiyaki - grillad på en plogbill. Det var först under kejsare Meijis tid som nötköttets dåliga anseende försvann och detta efter att Japan haft långvarig kontakt med västvärlden. Det var också under denna period som rätten fick sin nuvarande form.